# Justine Augier
Justine Augier (Parigi, 1978) è una scrittrice, giornalista e traduttrice francese.

## Biografia
Ffiglia di Marielle de Sarnez e di Philippe Augier, dopo la laurea alla Sciences Po si è dedicata al lavoro umanitario. All'interno della ONG Acted è responsabile dei progetti per l'Afghanistan.
Segue il suo compagno durante i suoi incarichi internazionali. Ha vissuto a Gerusalemme per cinque anni. Nel 2013, dopo aver esplorato i diversi quartieri della città, ne ha pubblicato un libro.
Ha ricevuto il Premio Fénéon nel 2011 per il suo romanzo En règle avec la nuit.
Nel 2017 ha pubblicato un'inchiesta su Razan Zaitouneh, un'avvocata siriana rapita nel 2013 a Douma, vicino a Damasco.
Nel 2024 ha pubblicato il racconto Personne morale, ispirato allo scandalo Lafarge (il produttore francese di cemento incriminato per aver versato milioni di euro al gruppo terroristico Daesh tramite una fabbrica in Siria). La studiosa Tiphaine Samoyault l'ha definito "una storia mozzafiato".

## Opere
- Son absence, Éditions Stock, 2008, 169 p. ISBN 978-2-234-06164-4[6]
- En règle avec la nuit, Éditions Stock, 2010, 210 p. ISBN 978-2-234-06477-5
- Jérusalem, Actes Sud, coll. « Un endroit où aller », 2013, 164 p. ISBN 978-2-330-01939-6[7]
- La Vie étonnante d'Ellis Spencer, Actes Sud, coll. « Ado : aventure », 2014, 141 p. ISBN 978-2-330-03088-9[8]
- Les Idées noires, Actes Sud, coll. « Littérature française », 2015, 256 p. ISBN 978-2-330-04891-4
- De l'ardeur : histoire de Razan Zaitouneh, avocate syrienne, Actes Sud, 2017, 320 p. ISBN 978-2-330-08203-1[9]
- Par une espèce de miracle : l'exil de Yassin al-Haj Saleh, Actes Sud, 2021, 336 p. ISBN 978-2-330-14456-2[10]
- Croire : sur les pouvoirs de la littérature, Actes Sud, 2023, 144 p. ISBN 978-2-330-17483-5
- Personne morale, Actes Sud, 2024